# Norio Omura
Norio Omura, född 6 september 1969 i Shimane prefektur, Japan, är en japansk tidigare fotbollsspelare.